# Crêtes préardennaises
 (novembre 2016).

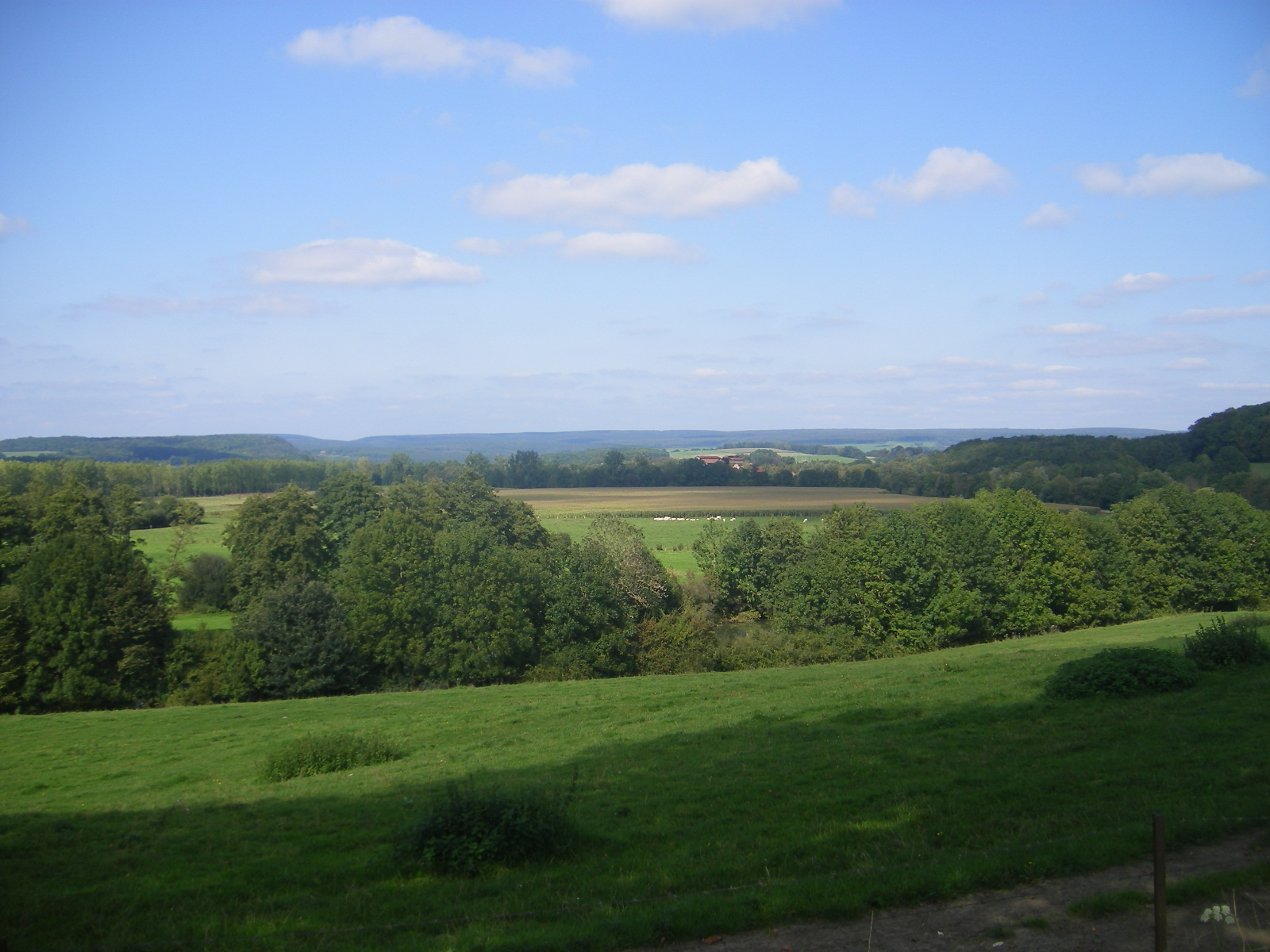
Paysage entre Pont-à-Bar et Sedan.

La région naturelle des crêtes préardennaises (ou « crêtes centrales ») est une succession de crêtes parallèles qui s'étend dans le département français des Ardennes. Elles se situent dans la zone de transition géologique entre le massif de l'Ardenne au nord-est et les plaines crayeuses de la Champagne au sud-ouest. Au nord-ouest se trouve la Thiérache, et au sud-est, les crêtes pré-ardennaises laissent place à l'Argonne.
94 communes dans cette zone forment la communauté de communes des crêtes préardennaises.

## Géographie

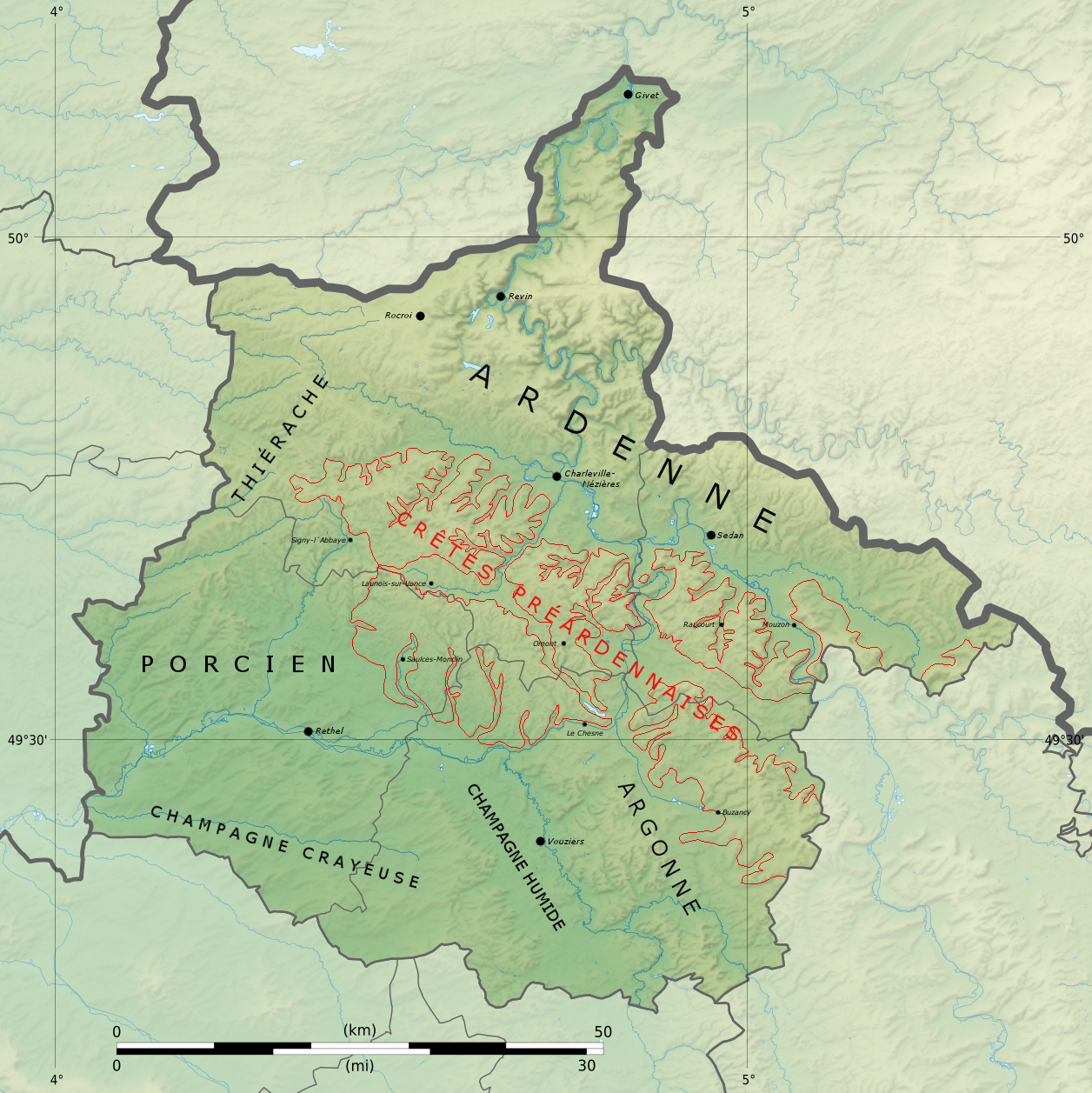
Localisation des crêtes préardennaises dans le département des Ardennes.

### Localisation
La zone des crêtes préardennaises d'une quinzaine de kilomètres de largeur présente un relief accidenté et boisé au sud-ouest de l'Ardenne d'une hauteur allant jusqu'à 350 mètres. Elle est séparée du massif ardennais par une vaste dépression : la « dépression préardennaise », où coulent la Chiers, la Meuse et la Sormonne. Les crêtes peuvent être subdivisées en deux chaînes, qui sont séparées les unes des autres par une petite seconde dépression.

### Géologie
En géomorphologie, les crêtes préardennaises sont formées de deux cuestas (« côtes » ou « crêtes ») jurassiques orientées du nord-ouest au sud-est. Elles marquent les confins du Bassin parisien et épousent la bordure méridionale du massif ardennais. Elles sont les deux dernières de toute une série de cuestas présentes sur ce territoire. La première côte dans le sud-ouest est constituée de gaizes de l'Oxfordien, de calcaires récifaux de l'Argovien et de marno-calcaires du Rauracien, la seconde dans le nord-est est constituée de calcaires grenus du Bajocien et de calcaires oolithiques ou récifaux du Bathonien.

### Situation
La « crête de Poix » est le point le plus occidental de la côte de l'Oxfordien, qui se prolonge comme la « crête de Sommauthe » par le pays de l'Argonne, dont elle est séparée par un pas discret. Elle s'étend au sud-ouest de la ligne de Signy-l'Abbaye, Poix-Terron à Vendresse. Le front de la cuesta est caractérisé par une pente abrupte orientée vers le nord-ouest dans la vallée de la Vence et à l'est de la vallée de la Bar et le plateau surbaissée du Dieulet. Linéaire et uniformément boisé, il domine de plus de cent mètres une dépression centrale. Le revers forme un plateau incliné en pente douce tourné au sud-ouest, qui borde la dépression de la Champagne humide et se fond progressivement dans les prés humides du Porcien. Au niveau de Omont, la rivière Bairon pénètre le front de la crête de Poix. La partie est de ce vallon est parfois appelée la « crête d'Omont ».
La dernière crête du Bassin parisien, appelée la « côte bajocienne », délimite la dépression préardennaise au sud-ouest de la ligne de Rimogne, Charleville-Mézières, Sedan à Carignan. Elle s'élève avec un dénivelé de plus de 150 mètres au-dessus de cette dépression. Comparée aux autres crêtes du département, cette crête ne présente pas un relief dissymétrique typique d'une cuesta. Son plateau incliné porte des massifs boisés et des terres de culture. Un certain nombre de rivières interrompent les hauteurs et les coupent en morceaux d'ouest à est : l'Audry, le Thin, la Vence, la Bar et la Meuse.

## Galerie
L'alternance de petits plateaux, de talus et de dépressions ne se laisse pas facilement voir sur une carte du relief, c'est plutôt la localisation des forêts qui aide à souligner le parallélisme des crêtes dont la vigueur dépend du pendage des couches et de leur lithologie.

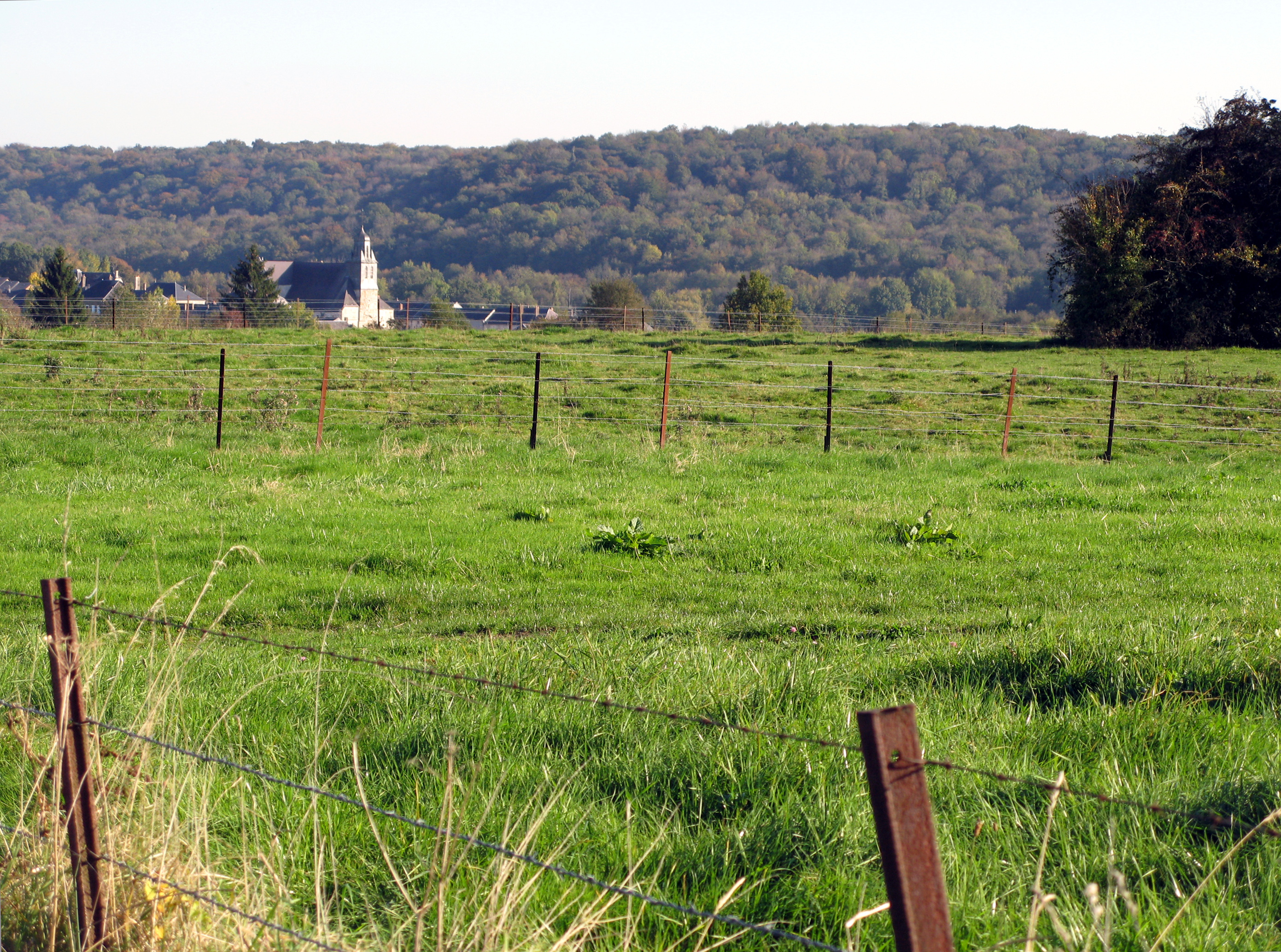
Crête de Poix à Launois-sur-Vence.
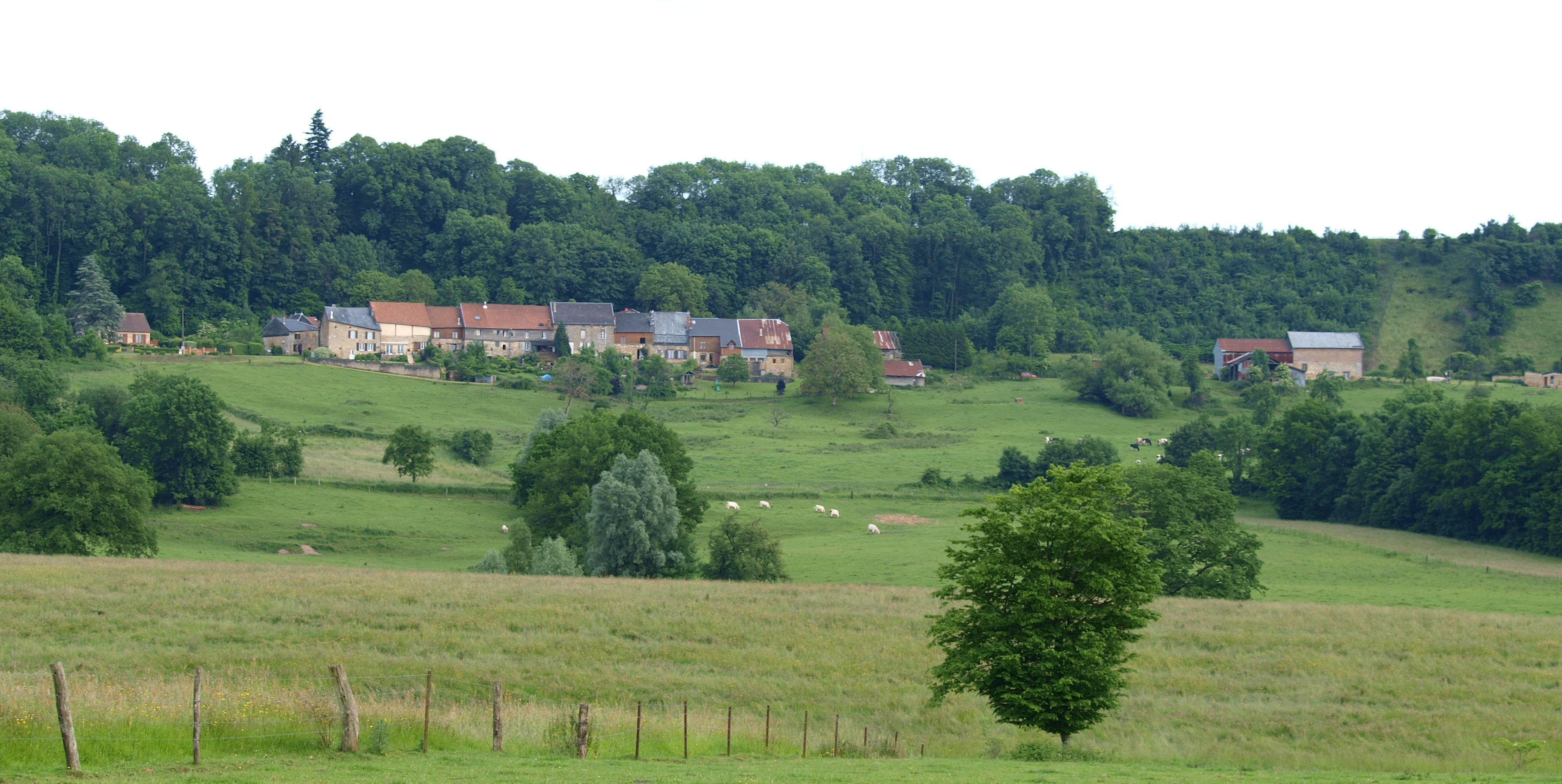
Crête de Omont.
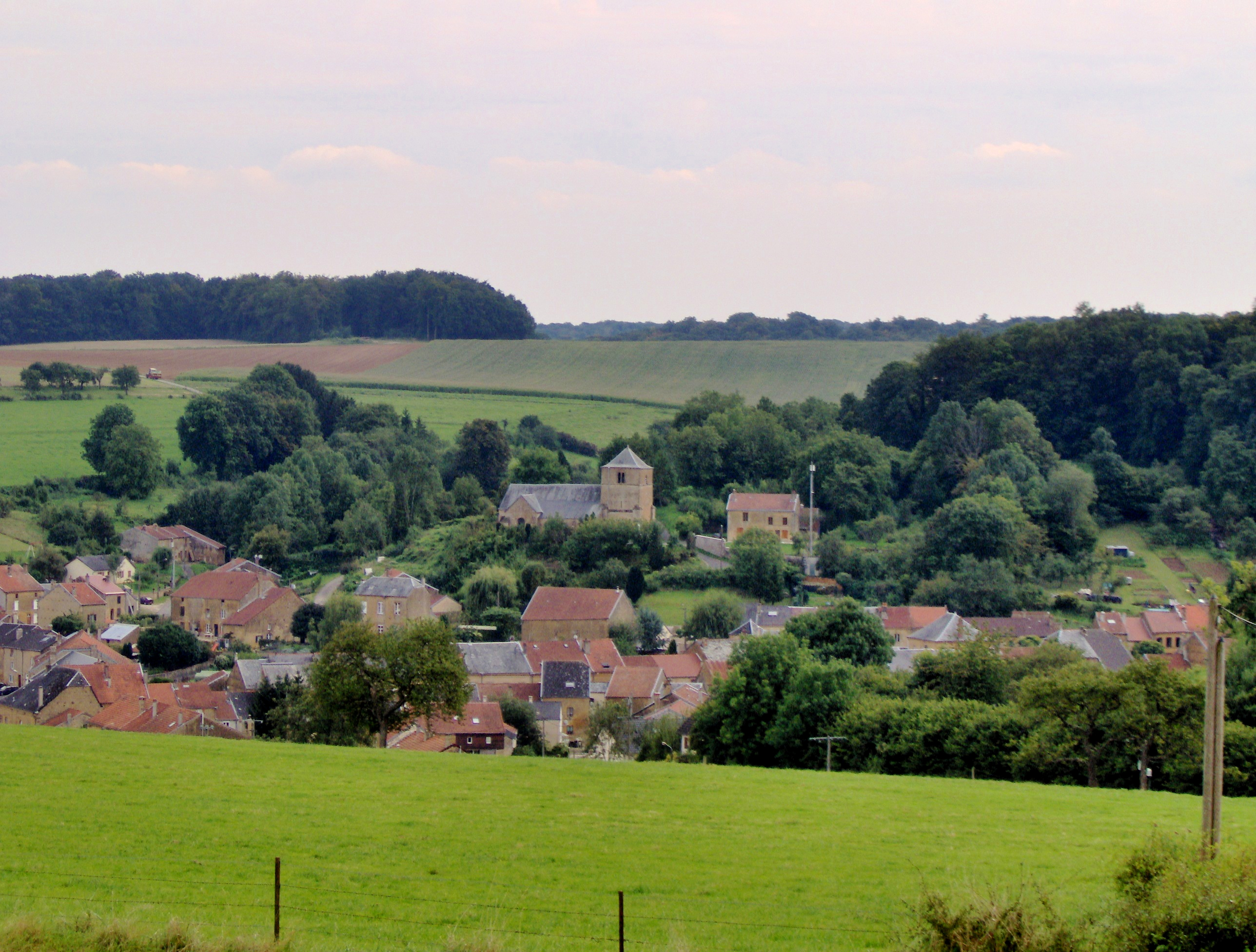
Côte bajocienne à Sapogne.
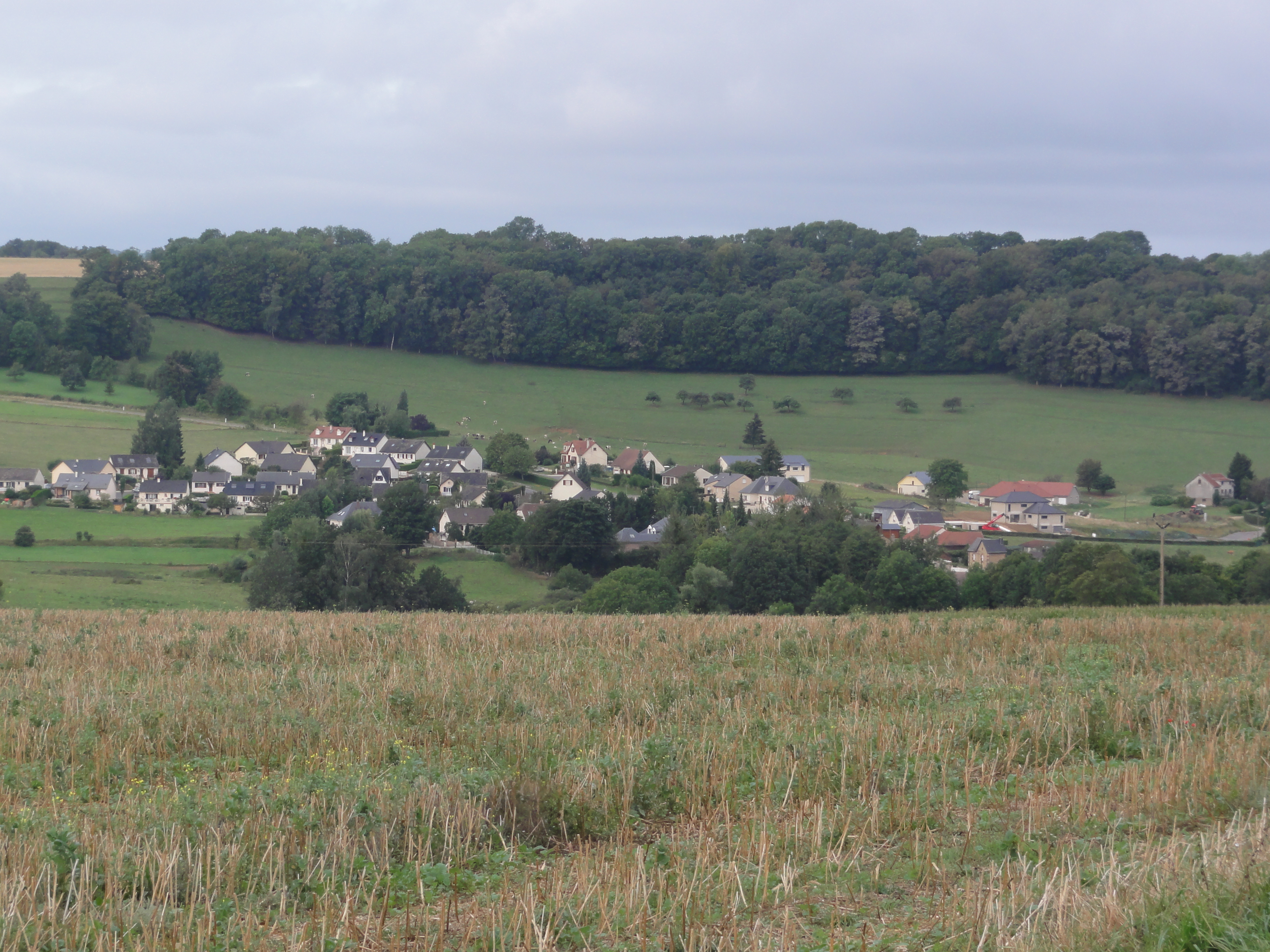
Côte bajocienne à Warnécourt.